# Spilothyrateles tibialis
Spilothyrateles tibialis är en stekelart som först beskrevs av Cameron 1906.  Spilothyrateles tibialis ingår i släktet Spilothyrateles och familjen brokparasitsteklar. Inga underarter finns listade i Catalogue of Life.